# Jamal Al-Qabendi
Jamal Yaqoub Al-Qabendi (1959. április 7. – 2021. április 13.) kuvaiti labdarúgóhátvéd.

## Pályafutása
1976 és 1990 között a Kazma SC labdarúgója volt. A kuvaiti válogatott tagjaként részt vett az 1980-as moszkvai olimpián és az 1982-es spanyolországi világbajnokságon.